# اوا کوپاچ
اوا کوپاچ (انگلیسی: Ewa Bożena Kopacz؛ زادهٔ ۳ دسامبر ۱۹۵۶) یک سیاست‌مدار اهل لهستان است. او نخست‌وزیر سابق لهستان است که از سپتامبر ۲۰۱۴ تا نوامبر ۲۰۱۵ این سمت را برعهده داشت.